# Milla-Maj Majasaari
Milla-Maj Majasaari, född 15 oktober 1999 i Björneborg, är en finländsk fotbollsmålvakt som spelar för belgiska Anderlecht.

## Karriär
Majasaari började spela fotboll i moderklubben NiceFutis i Finland. Redan som 14-åring gjorde hon debut Naisten Liiga då NiceFutis tog emot Åland United. Inför säsongen 2016 flyttade Majasaari från hemstaden Björneborg till Åbo för spel med TPS Åbo. Det blev tre säsonger i TPS innan 2019 då Milla-Maj bytte klubb och representerade FC Honka under en säsong. 
Inför säsongen 2020 meddelade AIK att de värvat Majasaari och skrivit ett kontrakt över säsongen. Efter säsongen 2020 valde AIK och Majasaari att skriva ett nytt kontrakt fram till och med säsongen 2023. Säsongen 2021 i Damallsvenskan resulterade i en placeringen i den nedre halvan av tabellen för AIK men Milla-Maj blev hyllad för sina insatser i serien och blev bland annat nominerad till årets målvakt i Damallsvenskan som en av tre spelare. Nomineringen lyfte fram att "...Den finländska landslagsmålvakten har en stor del i att AIK kunde säkra det damallsvenska kontraktet. En positiv glädjespridare och en ypperlig burväktare."
I januari 2023 skrev Majasaari på ett ettårskontrakt med IK Uppsala. I januari 2024 värvades hon av belgiska Anderlecht.